# Felipe Rodríguez Araya

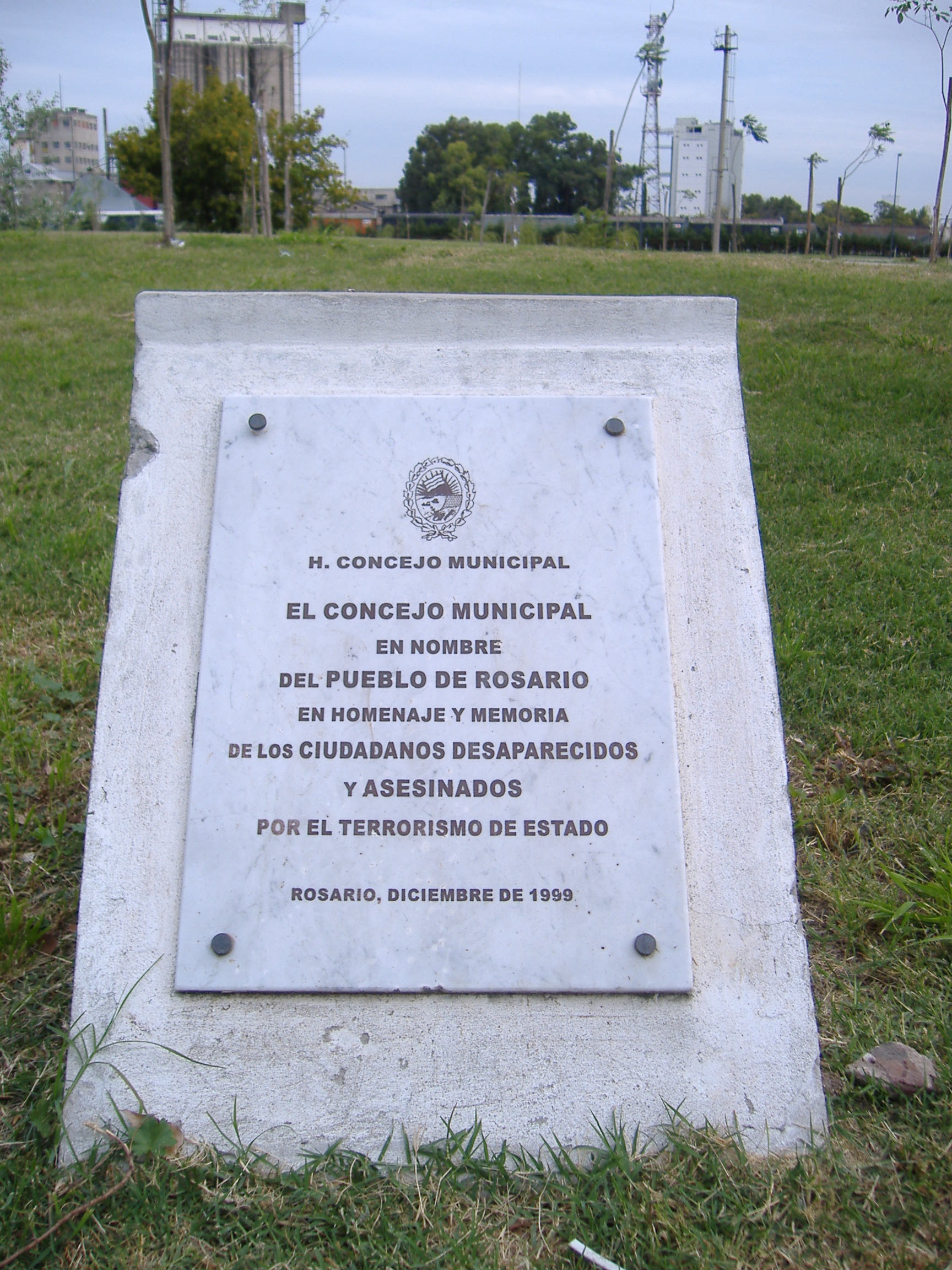
Recordatorio desaparecidos, Rosario

Felipe Manuel Rodríguez Araya Di Mascio (Rosario, Argentina, 9 de mayo de 1934-Ricardone, provincia de Santa Fe, 30 de septiembre de 1975) fue un abogado radical defensor de presos políticos asesinado por la Triple A.

## Breve reseña
Hijo de un caudillo radical, Agustín Rodríguez Araya, quien había sido diputado nacional y que se tuvo que exiliar en Uruguay en la década de 1940, también militaba en la Unión Cívica Radical. Se graduó de abogado en la Universidad de Buenos Aires, volviendo a vivir a Rosario y a ejercer su profesión. Era primo de Delia Rodríguez Araya, una abogada activista por los derechos humanos y defensora de presos políticos.

## Secuestro y asesinato
Fue secuestrado junto a su colega Luis Eduardo Lescano por un grupo armado paramilitar, en la madrugada del 30 de septiembre de 1975 y asesinado horas después. El operativo se realizó durante la noche y los cadáveres de ambos fueron encontrados en la autopista Rosario-Santa Fe, a unos treinta kilómetros de Rosario.

## Asesinos condenados
Por el asesinato de Lescano y Rodríguez Araya fue condenado Walter Pagano, (o Sergio Paz o Wenceslao), que trabajaba en el área de Inteligencia del Segundo Cuerpo de Ejército como personal civil, y actuaba bajo las órdenes de Agustín Feced. Pagano fue acusado de diecisiete secuestros, de los cuales catorce derivaron en homicidios, crímenes por los que fue condenado a prisión perpetua.

Junto con Pagano fueron condenados Pascual Guerrieri, Jorge Fariña, Daniel Amelong, y Eduardo Constanzo. La banda incluye, además, a Eduardo Rebecci, Walter Pérez Blanco, Ángel Cabrera, Luciano Jaúregui y Tito Oreffice.

## Homenajes
- En octubre de 2012 el Comité Departamental de la Unión Cívica Radical realizó un acto homenaje a Felipe Rodríguez Araya reivindicando la actuación del radicalismo en la materia de políticas de Derechos Humanos.[7]
- En 2015 el Concejo Municipal de la ciudad de Funes aprobó la iniciativa para denominar "Felipe Rodríguez Araya" al Centro de Seguridad Ciudadana que se prevé inauguró, donde convergen las nuevas instalaciones de la COE, el 911 Funes y el Centro Territorial de Denuncias.[8]